# 田善喜
田善喜（1973年6月—），安徽怀远人，中国科学技术大学教授。

## 生平
1995年本科毕业于安徽师范大学物理系，2000年于中国科学技术大学获博士学位。2000年至2004年，先后在日本东北大学、美国加州大学戴维斯分校访问研究。2004年入职中国科学技术大学，并双聘于合肥微尺度物质科学国家研究中心。现任中国科学技术大学化学物理系教授、博士生导师。

## 学术贡献
主要从事化学反应动力学实验和理论研究工作。在Nat. Chem.、Angew. Chem.、Journal of Physical Chemistry A等期刊发表论文110余篇。2007年入选教育部“新世纪优秀人才计划”，2008年获中国科学院“卢嘉锡青年人才奖”，2011年获中国化学会“张存浩杰出青年科学家奖”，2016年获国家杰出青年科学基金资助。